# Clubiona falcate
Clubiona falcate är en spindelart som beskrevs av Tang, Song och Zhu 2005. Clubiona falcate ingår i släktet Clubiona och familjen säckspindlar. Inga underarter finns listade i Catalogue of Life.